# 本草拾遺
本草拾遺，又名陳藏器本草。唐代藥物學家陳藏器著，凡十卷。
陈藏器於盛唐开元年間曾任陕西京兆府三原县尉，他素好医道，专心攻研药学，喜读《本草》之书。陳藏器以為《神農本草經》遺逸尚多，故搜遺補缺，開元二十七年（739年）在蘇敬《新修本草》的基礎上編撰《本草拾遺》十卷，其中“序例”一卷，“拾遺”六卷，“解紛”三卷。
《本草拾遺》的“序例”相當於緒論，將處方按功效分為十劑，首創中醫方劑“宣、通、補、洩、輕、重、滑、澀、燥、濕”等十類，是中醫“十劑分類法”的第一人，言其「宣可去壅」、「通可去滯」、「補可去弱」、「泄可去閉」、「輕可去實」、「重可去怯」、「滑可去著」、「澀可去脫」、「燥可去濕」、「濕可去枯」。
《本草拾遗》新增《新修本草》未收葯物692種。罌粟入藥更首見於本書。原書今已佚，內容有賴《医心方》《开宝本草》《嘉祐本草》《證類本草》等書收錄而得以傳世，其中《证类本草》收载“陈藏器余”条下共计488种。
明代李時珍高度評價此書：“其所著述，博極群書，精核物類，訂繩謬誤，搜羅幽隱，自《本草》以來，一人而已。膚譾之士，不察其該詳，惟誚其僻怪。宋人亦多刪削。豈知天地品物無窮，古今隱顯亦異，用舍有時，名稱或變，豈可以一隅之見，而遽譏多聞哉。如辟虺雷、海馬、胡豆之類，皆隱於昔而用於今；仰天皮、燈花、敗扇之類，皆萬家所用者。若非此書收載，何從稽考。此本草之書，所以不厭詳悉也。”
《本草拾遺》也有不少錯誤記載，例如說鴞目“吞之令人夜見鬼物”，另其記載人肉可治療羸瘵更遭非議。一般认为歷代“割股疗亲”陋習的盛行與陈藏器的《本草拾遗》有关。